# متغیرهای تصادفی تعویض پذیر
در آمار دنباله‌ای از متغیرهای تصادفی تعویض پذیر (به انگلیسی: exchangeable) دنباله‌ای است که در آن نمونه‌های آینده مانند نمونه‌های اولیه رفتار کنند.

## تعریف
در صورتی که دنباله‌ای بی‌نهایت {\displaystyle X_{1},X_{2},X_{3},\cdots } از متغیرهای تصادفی داشته باشیم، و به ازای هر جایگشت دلخواه {\displaystyle \sigma } تعداد محدودی از از آن‌ها را جابجا کنیم، و دنبالهٔ جدیدی درست کنیم
{\displaystyle X_{\sigma (1)},X_{\sigma (2)},X_{\sigma (3)},\dots }
توزیع مشترک دنبالهٔ جدید عیناً برابر با توزیع مشترک دنباله قبل از جابجایی باشد.

## ارتباط بین تعویض‌پذیری و IID بودن
مجموعه‌ای از متغیرهای تصادفی که IID متغیرهای تصادفی مستقل با توزیع یکسان مشروط بر فرض دانستن اطلاعات توزیع، تعویض پذیر هستند. این نتیجه مستقیماً از تعریف دنبالهٔ تعویض پذیر بر اساس توزیع مشترک بدست می‌آید. یا به عبارت دیگر می‌توان یک دنبالهٔ تعویض پذیر را معادل با یک دنبالهٔ IID مشروط به ساختار توزیعی آن‌ها تعریف کرد. توجه باید کرد که این مسئله تنها در مورد دنباله با طول بی‌نهایت صادق است.
یک دنبالهٔ تعویض پذیر با طول بی‌نهایت، اکیداً ایستا است و قانون اعداد بزرگ به فرم نظریه ارگودیک (Birkhoff-Khinchin theorem) در مورد آن صدق می‌کند. یعنی می‌توان با نسبت دادن توصیفی برای توزیع داده‌ها، خطای تجمعی نمونه‌ها اکیداً محدود کرد. هرچه نمونه‌های واقعی به نمونه‌های تعویض پذیر شباهت بیشتری داشته باشند، این استدلال واقعی تر است.
می توان توصیف ریاضی مفاهیم بالا را این‌گونه بیان کرد. فرض کنیم دنبالهٔ بینهایت {\displaystyle \mathbf {X} =(X_{1},X_{2},X_{3},...)} را داشته باشیم، توزیع نمونه‌ای {\displaystyle F_{\mathbf {X} }} را این‌گونه تعریف می‌کنیم
{\displaystyle F_{\mathbf {X} }(x)=\lim _{n\to \infty }{\frac {1}{n}}\sum _{i=1}^{n}I(X_{i}\leq x).}
اگر دنباله {\displaystyle \mathbf {X} } تعویض پذیر باشد، بدین معنی است که المان‌های {\displaystyle \mathbf {X} |F_{\mathbf {X} }} از هم مستقل هستند. این بدی معنی است که می‌توان توزیع مشترک هر زیر مجموعه‌ای از متغیرها به این صورت جدا کرد:
{\displaystyle p(X_{1},X_{2},...,X_{n})=\int \prod _{i=1}^{n}p(X_{i}|\theta )\,dP(\theta ).}

## مثال
گلدان پلیا یک نمونه کلاسیک تعویض پذیری است. فرض کنید ما یک گلدان داریم که حاوی {\displaystyle W} توپ سفید و {\displaystyle B} توپ سیاه است. هر بار یک توپ را کاملا به صورت تصادفی از گلدان برمی‌داریم رنگ آن را را ثبت کرده و توپ را به همراه یک توپ دیگر به همان رنگ به گلدان برمی‌گردانیم. هر بار که یک توپ جدید از گلدان برمی‌داریم یک متغیر تصادفی به اسم {\displaystyle X_{i}} برای رنگ توپ تعریف می‌کنیم. {\displaystyle X_{i}=1} اگر رنگ توپ سیاه باشد و در غیر اینصورت {\displaystyle X_{i}=0}. هر چه متغیرهای تصادفی قبل از {\displaystyle X_{i}} بیشتر یک باشد، احتمال اینکه {\displaystyle X_{i}} نیز یک شود بیشتر خواهد شد، چه که توپ‌های سیاه بیشتری به گلدان اضافه شده‌اند. از این رو این متغیرها نسبت به هم مستقل نیستند، اما همانطور که در پایین نشان خواهیم داد این متغیرها تعویض‌پذیرند. 
فرض کنیم که {\displaystyle n} بار از گلدان توپ برداریم، و از این {\displaystyle n} دفعه {\displaystyle k} بار توپ سیاه و {\displaystyle n-k} بار توپ سفید دیده باشیم. بار اول تعداد توپ‌های گلدان {\displaystyle W+B} است، بار دوم این تعداد {\displaystyle W+B+1} خواهد بود الی آخر. پس در دفعه {\displaystyle i} ام، تعداد توپ‌های ما {\displaystyle W+B+i-1} خواهد بود. حال فرض کنیم که تمام توپ‌های سیاه را قبل از توپ‌های سفید دیده باشیم، احتمال این رویداد عبارت پایین می‌شود:  
{\displaystyle {\frac {B}{W+B}}\times {\frac {B+1}{W+B+1}}\times \cdots \times {\frac {B+k-1}{W+B+k-1}}\times {\frac {W}{W+B+k}}\times {\frac {W+1}{W+B+k+1}}\cdots {\frac {W+n-k-1}{W+B+n-1}}}
حال باید ثابت کنیم که اگر ترتیب توپ‌های سیاه و سفید به صورت دلخواه عوض شوند تغییری در احتمال نهائی پیش نخواهد آمد. همانطور که در خط بالا می‌بینیم مخرج کسرها با تغییر ترتیب توپ‌ها تغییر نخواهد کرد، همیشه در دور {\displaystyle i}ام مخرج کسر ما {\displaystyle W+B+i-1} خواهد بود، زیرا در این دور این تعداد توپ در گلدان است. اگر {\displaystyle j}امین توپ سیاه را در دور {\displaystyle t} ببینم احتمال {\displaystyle X_{t}=1} با {\displaystyle {\frac {B+j-1}{W+B+t-1}}} برابر خواهد بود، یعنی صورت احتمال با {\displaystyle B+j-1} برابر خواهد شد. با استدلالی مشابه می‌توان صورت احتمال برای توپ‌های سفید را هم محاسبه کرد. ازین رو احتمال نهائی با عبارت پایین برابر خواهد شد (حاصلضرب مخرج‌ها در حاصلضرب صورتها برای توپ‌های سیاه در حاصلضرب صورتها برای توپ‌های سفید):
{\displaystyle {\frac {\prod _{i=1}^{k}\left(B+i-1\right)\times \prod _{i=1}^{n-k}\left(W+i-1\right)}{\prod _{i=1}^{n}\left(W+B+i-1\right)}}={\frac {\left(B+k-1\right)!\times \left(W+n-k-1\right)!\times \left(B+W-1\right)!}{\left(B-1\right)!\times \left(W-1\right)!\left(B+W+n-1\right)!}}}
این احتمال به ترتیب دیدن توپ‌های سیاه و سفید مربوط نمی‌شود و فقط به تعدا کل توپ‌های سفید و تعداد کل توپ‌های سیاه بستگی دارد. ازین رو این احتمال تعویض‌پذیر است.  

## توضیحات
1. 1 2  Hoppe, Fred M (1984). "Polya-like urns and the Ewens' sampling formula". Journal of Mathematical Biology (به انگلیسی). 20 (1): 91–94. doi:10.1007/bf00275863. ISSN 0303-6812.

## مطالعه ی بیشتر
- Kingman, J. F. C.، Uses of exchangeability، Ann. Probability 6 (1978) 83–197 MR494344 JSTOR&nbsp;2243211